# Tűzgyűrű: Lázadás
A Tűzgyűrű: Lázadás (eredeti cím: Pacific Rim: Uprising) 2018-ban bemutatott amerikai film, amelyet Steven S. DeKnight rendezett. A Tűzgyűrű című film folytatása.
A forgatókönyvet Steven S. DeKnight, Emily Carmichael, Kira Snyder és T.S. Nowlin írta. A producerei Mary Parent, Cale Boyter, Guillermo del Toro, John Boyega, Femi Oguns, Thomas Tull és Jon Jashni. A főszerepekben John Boyega, Scott Eastwood, Jing Tian, Cailee Spaeny és Kikucsi Rinko láthatók. A film zeneszerzője Lorne Balfe. A film gyártója a Legendary Pictures és a DDY, forgalmazója a Universal Pictures. Műfaja sci-fi film.
Amerikában 2018. március 15-én, Magyarországon 2018. április 5-én mutatták be a mozikban.

## Szereplők
| Szereplő | Színész           | Magyar hang       |
| --- | ----------------- | ----------------- |
| Jake Pentecost | John Boyega       | Szatory Dávid     |
| Nate Lambert | Scott Eastwood    | Fenyő Iván        |
| Amara Namani | Cailee Spaeny     | Koller Virág      |
| Amara gyerekként | Madeleine McGraw  | Azurák Hanna      |
| Hermann Gottlieb | Burn Gorman       | Vida Péter        |
| Dr. Newton Geiszler | Charlie Day       | Rajkai Zoltán     |
| Shao Liwen | Tian Jing         | Sipos Eszter Anna |
| Quan marsall | Jin Zhang         | Mészáros András   |
| Jules Reyes | Adria Arjona      | Dobó Enikő        |
| Mako Mori | Kikucsi Rinko     | Kovács Patrícia   |
| Suresh kadét | Karan Brar        | Czető Ádám        |
| Jinhai kadét | Wesley Wong       | Czető Roland      |
| Viktoria kadét | Ivanna Sakhno     | Csifó Dorina      |
| Ryoichi kadét | Mackenyu          | Ungvári Gergely   |
| Meilin kadét | Lily Ji           | Károlyi Lili      |
| Renata kadét | Shyrley Rodriguez | Ungvári Zsófia    |
| Tahima kadét | Rahart Adams      | Bogdán Gergő      |
| Ilja kadét | Levi Meaden       | Császár András    |
| Sonny | Nick E. Tarabay   | Debreczeny Csaba  |
| Amara apja | Josh Stamberg     | Tokaji Csaba      |
| Amara anyja | Stephanie Allynne | Hábermann Lívia   |
| Amara bátyja | Luke Judy         | Sándor Barnabás   |
| További magyar hangok |                   |                   |
| Albert Gábor, Bárány Virág, Bognár Tamás, Bor László, Bordás János, Csiby Gergely, Czifra Krisztina, Gyurin Zsolt, Hám Bertalan, Kanalas Dániel, Király Adrián, Kis-Kovács Luca, Lázár Erika, Lipcsey-Colini Borbála, Molnár Kristóf, Pánics Lilla, Papucsek Vilmos, Sörös Miklós, Törtei Tünde |                   |                   |